# Alexander Rose
Alexander « Alex » Rose (né le 17 novembre 1991 à West Branch (Michigan)) est un athlète américain, naturalisé samoan, spécialiste du lancer de disque.

## Biographie
Lors des Championnats d'Océanie d'athlétisme 2013, il remporte trois médailles d’or de lancers.
Lors des championnats d'Océanie d'athlétisme 2015, il bat le record d'Oceanie du lancer de disque, en atteignant les 60,95 m en mai 2015 à Cairns. Son précédent record était de 59,83 m à Rock Island le 17 mai 2013. Le 15 mai 2016, il porte son record personnel à 65,74 m à Claremont (Californie). Il conserve son titre de champion d'Océanie en 2017 à Suva, remportant le concours du disque avec 61,12 m, améliorant son propre record des championnats
Son père est Samoan.
Il est nommé porte-drapeau de la délégation samoane aux Jeux olympiques d'été de 2020 à Tokyo par l'Association des sports et comité national olympique des Samoa.
En 2023 Alex Rose lance le disque à 70,39 m à Ramona (Oklahoma), ce qui représente le nouveau record d'Océanie.
En 2024 il porte son record à 71,48 m à Allendale (Michigan).

## Palmarès
| Date | Compétition           | Lieu     | Résultat | Marque  |
| ---- | --------------------- | -------- | -------- | ------- |
| 2022 | Championnats du monde | Eugene   | 8e       | 65,57 m |
| 2023 | Championnats du monde | Budapest | 12e      | 61,69 m |
| 2024 | Jeux olympiques       | Paris    | 12e      | 61,89 m |

## Records
| Épreuve          | Marque       | Lieu      | Date        |
| ---------------- | ------------ | --------- | ----------- |
| Lancer du disque | 71,48 m (AR) | Allendale | 11 mai 2024 |